# Dominik Bokk
Dominik Bokk, född 3 februari 2000 i Schweinfurt, Bayern, är en tysk professionell ishockeyspelare (forward) som spelar för Djurgårdens IF i SHL. Hans moderklubb är ERV Schweinfurt.
Bokk valdes som 25:e spelare i NHL-draften 2018 av St. Louis Blues.